# كريستين دالتون (ممثلة)
كريستين دالتون (بالإنجليزية: Kristen Dalton)‏ هي ممثلة أمريكية، ولدت في 14 فبراير 1966 في الولايات المتحدة.

## أعمال

### أفلام
- (1989) تانغو وكاش[2]
- (2001) جميلة ومذهلة
- (2006) المغادرون[3]

### مسلسلات
- بيفرلي هيلز 90210
- موردر

## وصلات خارجية
- كريستين دالتون على موقع IMDb (الإنجليزية)
- كريستين دالتون على موقع ألو سيني (الفرنسية)
- كريستين دالتون على موقع أول موفي (الإنجليزية)
- كريستين دالتون على موقع قاعدة بيانات الأفلام السويدية (السويدية)
- كريستين دالتون على موقع قاعدة بيانات الفيلم (الإنجليزية)
- كريستين دالتون على موقع كينوبويسك (الروسية)